# Michael Gufler
Michael Gufler (Merano, 24 marzo 1979) è un allenatore di sci alpino ed ex sciatore alpino italiano specialista dello slalom gigante, vincitore della Coppa Europa nel 2006.

## Biografia

### Carriera sciistica

#### Stagioni 1995-2005
Gigantista originario della Val Passiria ma residente a Plaus, esordì in gare FIS nel marzo del 1995 e in Coppa Europa il 14 dicembre 1998 a Nova Levante in slalom speciale (36º). I primi risultati di rilievo nella competizione arrivarono nel 2001-2002, quando vinse le sue prime due gare – i due slalom giganti disputati a Damüls l'8 e il 9 dicembre, suoi primi podi nel circuito – e ottenne altri buoni piazzamenti. Il 5 gennaio 2002 partecipò alla sua prima gara di Coppa del Mondo, lo slalom gigante di Adelboden che non completò.
Nel 2003, il 1º marzo, ottenne il suo miglior piazzamento in Coppa del Mondo, il 10º posto nello slalom gigante di Yongpyong. Il prosieguo della carriera nella massima competizione non portò però altri risultati di rilievo, con solo qualche piazzamento tra i primi venti. Sempre nel 2003 partecipò ai Mondiali di Sankt Moritz (sua unica presenza iridata), chiudendo con il 25º posto il supergigante e con il 18° la combinata.

#### Stagioni 2006-2014
La sua stagione migliore, sempre a livello di Coppa Europa, fu quella 2005-2006. Quell'anno infatti Gufler riuscì a vincere cinque gare e ad andare a podio altre sei volte; questo gli permise di chiudere la stagione in vetta alla classifica generale, conquistando, primo italiano dopo sedici anni, la Coppa, davanti al connazionale Florian Eisath.
Nelle stagioni seguenti gareggiò sia in Coppa Europa, cogliendo ancora vittorie (l'ultima il 7 febbraio 2008 a Jasná in slalom gigante) e podi (l'ultimo il 12 febbraio 2009 a Sarentino in supercombinata, 3º), sia in Coppa del Mondo, ottenendo alcuni piazzamenti tra i primi venti; la sua ultima gara nel massimo circuito fu lo slalom gigante di Adelboden del 7 gennaio 2012, dove si classificò 21º. S ritirò al termine della stagione 2013-2014 e la sua ultima gara fu lo slalom gigante dei Campionati italiani 2014, il 29 marzo a Livigno, chiuso da Gufler al 9º posto.

### Carriera da allenatore
Dopo il ritiro è divenuto allenatore nei quadri della Federazione italiana sport invernali.

## Palmarès

### Coppa del Mondo
- Miglior piazzamento in classifica generale: 76º nel 2010

### Coppa Europa
- Vincitore della Coppa Europa nel 2006
- Vincitore della classifica di slalom gigante nel 2006
- 16 podi:
  - 8 vittorie
  - 3 secondi posti
  - 5 terzi posti

#### Coppa Europa - vittorie
| Data             | Località              | Paese      | Specialità |
| ---------------- | --------------------- | ---------- | ---------- |
| 8 dicembre 2001  | Damüls                | Austria    | GS         |
| 9 dicembre 2001  | Damüls                | Austria    | GS         |
| 27 gennaio 2006  | Les Menuires          | Francia    | GS         |
| 9 febbraio 2006  | La Molina             | Spagna     | GS         |
| 10 febbraio 2006 | La Molina             | Spagna     | GS         |
| 21 febbraio 2006 | Madesimo              | Italia     | GS         |
| 17 marzo 2006    | Altenmarkt-Zauchensee | Austria    | GS         |
| 7 febbraio 2008  | Jasná                 | Slovacchia | GS         |

Legenda:

GS = slalom gigante

### South American Cup
- Miglior piazzamento in classifica generale: 11º nel 2005
- 2 podi:
  - 2 secondi posti

### Campionati italiani
- 9 medaglie[3]:
  - 2 ori (slalom gigante nel 2003; slalom gigante nel 2008)
  - 2 argenti (supergigante nel 2000; slalom gigante nel 2013)
  - 5 bronzi (discesa libera nel 2003; supergigante nel 2005; slalom gigante nel 2007; slalom gigante nel 2009; slalom gigante nel 2011)